# Cefpodoximproxetil
Cefpodoximproxetil ist ein Prodrug des Antibiotikums Cefpodoxim, eine Abwandlung mit einem Resorptionsester, um dessen Resorption nach oraler Gabe zu ermöglichen. Während des Durchtritts durch die Darmschleimhaut entsteht durch Hydrolyse mittels nichtspezifischer Esterasen wieder die pharmakologisch aktive Muttersubstanz.